# Caroline D. Emerson
 (février 2018).
Si vous disposez d'ouvrages ou d'articles de référence ou si vous connaissez des sites web de qualité traitant du thème abordé ici, merci de compléter l'article en donnant les références utiles à sa vérifiabilité et en les liant à la section « Notes et références ».
Caroline Dwight Emerson, née en 1891 et morte en 1973, est une écrivaine américaine, spécialisée dans la littérature pour enfants.

## Œuvre
- 1944 : Mickey Sees the U.S.A., illustration : The Walt Disney Studio
- 1946 : Mr. Nip and Mr. Tuck in the air
- 1964 : All in a Day's Work (Wonder Books), (français : La petite auto complaisante), illustration de Sergio Leone
- American Pioneers and Patriots
- The Magic Tunnel
- Father's Big Improvements
- Pioneer Children of America
- Make Way for the Highway
- School Days in Disneyville
- A Hat-tub Tale Or On The Shores Of The Bay Of Fundy
- New Amsterdam: Old Holland in the New World
- A Merry-go-round of Modern Tales
- New York City, old and new
- Studies of pioneer children: Progress book to accompany Pioneer children…
- Indian hunting grounds